# Dryopteris lewalleana
Dryopteris lewalleana är en träjonväxtart som beskrevs av Pichi-serm. Dryopteris lewalleana ingår i släktet Dryopteris och familjen Dryopteridaceae. Inga underarter finns listade.